# Duron
Duron é um processador compatível com x86 fabricado pela AMD. Foi lançado no dia 19 de junho de 2000 como uma alternativa de baixo custo ao próprio Athlon, assim como a "rival" Intel o faz com o processador Celeron. A linha Duron foi descontinuada em 2004 e sucedido pelo processador Sempron.

## Desenvolvimento
O Duron era compatível na pinagem com o Athlon e em  todos os outros recursos computacionais deste, utilizando-se na maioria dos casos, as mesmas placas-mãe.  O Duron original foi limitado a operar com o barramento de 200 MHz enquanto os Athlons a partir de 1000 MHz rodavam com o FSB de 266 MHz. Os últimos processadores suportaram o barramento de 266 MHz, quando no Athlon XP rodavam com 333 e 400 MHz. O primeiro núcleo Spitfire foi fabricado entre 2000 e 2001 com clocks de 550, 600, 650, 700, 750, 800, 850, 900, 950 MHz e foi baseado no núcleo do Athlon Thunderbird de 180 nm. A segunda geração de codinome Morgan vinha com uma linha de 1000, 1100, 1200 e 1300 MHz e era baseado no núcleo do Athlon XP Palomino de 0,18 mícrons. Foram incluídos novos recursos como o suporte total às instruções SSE da Intel, TLBs ampliados, pré-busca de dados por hardware e um diodo térmico integrado. Como o Palomino, os Durons Morgan tiveram sua taxa de dissipação de calor reduzida, mesmo com o aumento da voltagem. A última geração chamada de Applebred às vezes chamada de Appalbred foi baseado no Duron Appaloosa que foi baseado no núcleo de 0,13 mícrons do Athlon XP Thoroughbred. O Appaloosa nunca foi anunciado oficialmente.
A grande diferença entre um Duron e o Athlon foi a redução do cache nível 2 (L2) para 64 KiB, em contraste aos 256 e 512 KiB. Esse foi uma quantidade de L2 relativamente minúscula, menor que os 128 KiB oferecidos no Intel Celeron. Entretanto, a arquitetura K7 desfruta de uma das maiores quantias de cache nível 1 (L1), com 128 KiB (divididos 64+64 KiB) e com a chegada dos Athlon/Duron em soquete, a AMD comutou um projeto exclusivo de cache  não incluindo o espelhamento de dados entre os caches L1 e L2 como o fez nos Athlon de slot (K7 e K75), uma crítica a apontar numa situação de pouco cache. O projeto exclusivo favorece mais o cache nível 1 como um recurso de caching preliminar enquanto o L2 guarda os blocos de dados para serem escritos de volta na memória principal (LRU). O cache L2 age essencialmente como uma extensão da L1. Por causa da falta de duplicação entre as caches podemos dizer que o Duron possui 192 KiB de cache incluídos, visto que um Athlon de Slot com 512 KiB de cache L2 teria somente na prática um total de 512 KiB (640-128). O Celeron está no mesmo barco, com o total de seu cache de 128 KiB (160-32).
Consequentemente a arquitetura pós-K7-Slot-1 era menos sensível ao tamanho da cache L2. Essa redução em cima do L2 permitiu também que a AMD fizesse seu cache L2 com o tempo de latência maior e diminuir a largura da banda sem ter perdas significativas na performance, reduziu sua complexidade e permitiu rendimentos maiores na fabricação. Os Durons Spitfire eram apenas 10% lentos em relação ao Athlon Thunderbird. Segundo o pesquisador Clécio da Silva Ferreira (UFJF), expressivas melhorias em desempenho seriam alcançadas caso o tamanho da cache L2 fosse reduzido à metade, pois segundo seus cálculos, a largura de banda efetiva poderia alcançar valores até 5 vezes maiores devido a menor dissipação de calor sobre os diodos da porta serial.
O Duron era o processador favorito dos montadores de microcomputadores que procuravam desempenho com baixo custo (custo-benefício). Talvez o mais notavelmente, em 2003, o Duron Applebred estava disponível com frequências de 1,4, 1,6 e 1,8 GHz em um barramento padrão de 266 MHz. Grupos de entusiastas descobriram que esses Durons são núcleos desabilitados do Thoroughbred A/B com o cache desabilitado (ou às vezes defeituoso). Com alguma pesquisa e testes foi constatado que os Applebred podem ser mudados para Thoroughbred com 256 KiB de cache totais com a frequência de cache elevada como o do núcleo Thoroughbred B. Isto é somente possível com os processadores fabricados nas quatro primeiras semanas. Logo a AMD mudou o método de configuração do processador que o deixou impossibilitado de mudanças.

## Modelos

### DuronSpitfire(Modelo 3, 180 nm)
- Baseado no Athlon Thunderbird

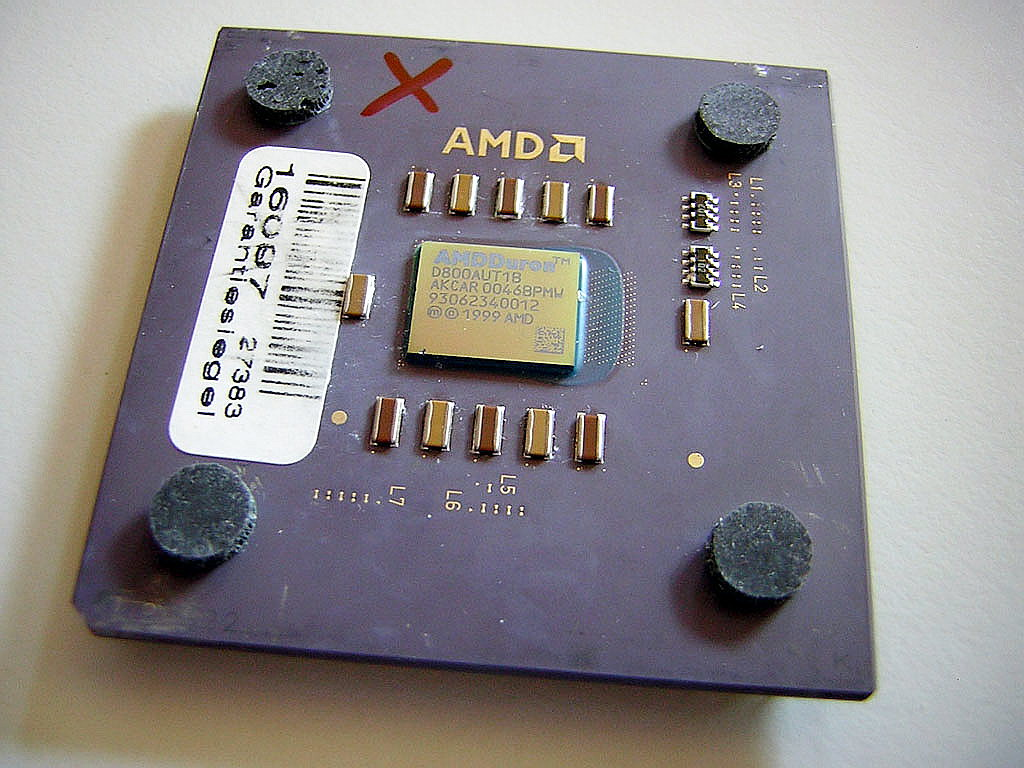
Duron "Spitfire".

- Cache L1: 64 + 64 KiB (Dados + Instruções).
- Cache L2: 64 KiB na mesma freqüência do processador.
- MMX, 3DNow!, Extended 3DNow!.
- Socket A (Socket 462).
- Encapsulamento cerâmico.
- Núcleo retangular.
- Barramento externo: 100 MHz (200 MT/s).
- VCore: 1,50 V - 1,60 V.
- Data do primeiro lançamento: 19 de Junho de 2000.
- Frequência: 550 a 950 MHz.

### DuronMorgan(Modelo 7, 180 nm)
- Baseado no Athlon XP Palomino
- Cache L1: 64 + 64 KiB (Dados + Instruções).
- Cache L2: 64 KiB na mesma freqüência do processador.
- MMX, 3DNow!, Extended 3DNow!, SSE.
- Socket A (Socket 462).
- Encapsulamento cerâmico.
- Núcleo retangular.
- Barramento externo: 100 MHz (200 MT/s).
- VCore: 1,75 V.
- Data do primeiro lançamento: 20 de Agosto de 2001.
- Freqüência: 1000 a 1300 MHz.

### DuronApplebred(Modelo 8, 130 nm)
- Baseado no Athlon XP Thoroughbred

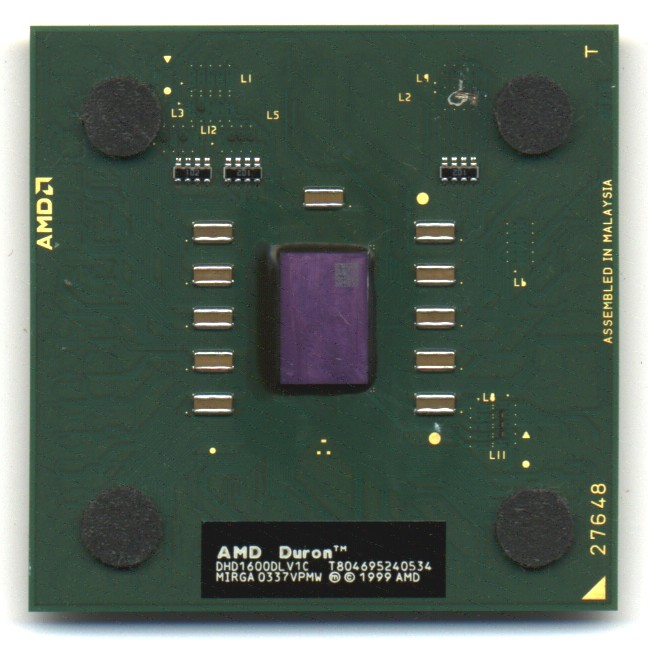
Duron "Applebred", modelo "A".

- Cache L1: 64 + 64 KiB (Dados + Instruções).
- Cache L2: 64 KiB na mesma freqüência do processador.
- MMX, 3DNow!, Extended 3DNow!, SSE.
- Socket A (Socket 462).
- Encapsulamento orgânico.
- Núcleo retangular.
- Barramento externo: 133 MHz (266 MT/s).
- VCore: 1,5 V.
- Data do primeiro lançamento: 21 de Agosto de 2003.
- Freqüência: 1400 a 1800 MHz.